# Баранцевич Зоя Федорівна
Зо́я Фе́дорівна Баранце́вич (рос. Зоя Фёдоровна Баранцевич; 1896, Москва, Російська імперія — 1 грудня 1953, Москва, СРСР) — російська та радянська акторка, сценаристка та літератор.

## Біографія
Зовсім юною Зоя Баранцевич почала виступати в провінційних і столичних антрепризах. Учениця К. О. Марджанова. Грала на сцені драматичного театру в Ростові-на-Дону.
Дебютувала в кіно 1914 року роллю Кітті у фільмі В. Гардіна «Анна Кареніна». Після цього акторка відразу ж здобула популярність, граючи переважно ролі молодих дівчат, схильних до самопожертви та містичних настроїв.
За 14-річну кінокар'єру Зоя Баранцевич знялася у понад сорока кінострічках, поставлених найкращими режисерами того часу, серед яких Петро Чардинін, Євгеній Бауер, О. Ханжонков, Б. Чайковський, О. Чаргонін, в кінопостановках П. Тімана і Торгового дому «Русь» та ін. У 1922—1927 роках працювала на кінофабриках ВУФКУ в Ялті і Одесі.
Окрім акторської гри в кіно, Зоя Баранцевич виступала і як кінодраматург, займалася літературною творчістю, писала сценарії, вірші та прозу.
З кінця 1920-х вимушено пішла з професії та служила на технічній посаді в правлінні Всеросійського Театрального Товариства. У 1939 році була акторкою Серпуховського драматичного театру.
Похована на 10 ділянці Ваганьковського кладовища.

## Фільмографія

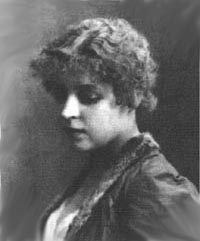
Зоя Баранцевич, головна героїня фільму «Привид блукає Європою» (1923)

- 1914 — Анна Кареніна — Кітті
- 1914 — Дівчина з підвалу
- 1915 — Дочка понівеченої Польщі
- 1916 — Біля блакитного озера
- 1916 — Син мій, де ти? — Кітті, вихованка Карнєєва
- 1916 — Смерч любовний — Вікта, дружина інженера Налковського
- 1916 — Казка синього моря — Єва, дочка виноградаря
- 1916 — О, ніч чарівна, повна млості… — Ліза, дочка Гарденіної від другого шлюбу
- 1916 — Ніна — Ніна Астаф'єва
- 1916 — Неллі Раїнцева — Неллі Раїнцева
- 1916 — Маріонетки року — Вікторія
- 1916 — Курсистка Таня Скворцова — Таня Скворцова
- 1916 — Хто занапастив? — Люба, дочка лісника
- 1916 — Життям зім'яті душі
- 1916 — Загадковий світ — Ванда
- 1917 — Чорне кохання — Агні
- 1917 — Сутінки — Ханка
- 1917 — Революціонер — дочка революціонера
- 1917 — Набат — Зоя, дочка Желєзнова
- 1917 — Княжна Лариса — княжна Лариса
- 1917 — Вдова — Маріанна
- 1918 — Настя-босячка — Настя
- 1918 — Тереза Ракен — Тереза Ракен
- 1918 — Поет і пропаща душа — Соня Муратова
- 1918 — Епізод любові — Ірина
- 1918 — Місс Мері — Мері Фалькленд
- 1919 — Чаша спокутування — Євгенія Олександрівна
- 1919 — Справжня жінка — Тесс д'Ербервіль
- 1919 — Ми вище за помсту (к/м) — дочка генерала
- 1919 — Любов завжди перемагає — Жанна д'Ора
- 1919 — Фауст
- 1919 — Два гусари — Ганна Федорівна Зайцева / її дочка Ліза
- 1919 — Герасим і Муму — праля
- 1919 — Володя і Володька
- 1919 — Доктор Паскаль
- 1920 — Останній вальс
- 1920 — На мужицькій землі
- 1920 — Народ — сам коваль свого щастя (к/м) — наречена
- 1921 — Все в наших руках — дружина Дем'яна
- 1922 — У вихорі революції — Клавдія, дочка Абаканова
- 1922 — Привид блукає Європою — імператриця
- 1923 — Отаман Хміль — Ганна Загаріна, дружина Георгія
- 1923 — Остання ставка містера Енніока — Кармен Редж, куртизанка
- 1923 — Той не злодій, хто не спійманий — Норіс, дружина Ніколо Орнано
- 1923 — Хазяїн чорних скель — Армела, божевільна жінка
- 1924 — Слюсар і канцлер — графиня Мітсі
- 1928 — Троє — дружина Журавкова

### Сценарії
- 1916 — Чортове колесо
- 1916 — Хто занапастив?
- 1916 — Вмираючий лебідь
- 1916 — Казка синього моря
- 1916 — О, ніч чарівна, повна млості…
- 1916 — Легенда чорних скель
- 1916 — Маріонетки року
- 1916 — О, якби міг виразити в звуках…
- 1916 — Це було навесні
- 1917 — Дружина прокурора
- 1917 — Влада демона